# Санджовезе
Санджовезе (на италиански: Sangiovese) е стар червен винен сорт грозде, с произход от района на Тоскана, Италия, известен още от времето на Римската империя. Името му произлиза от латинското „sanguis jovis“, което в превод означава „кръвта на Юпитер“. Освен в Италия, където заема около 10 % от всички насаждения с годишен добив от около половин милион тона грозде, сортът е разпространен и във Франция, Румъния, САЩ, Аржентина (5000 ха), Чили, Мексико, Австралия, Южна Африка и др. лозарски страни.
Познат е и с наименованията: Санджовето (Sangioveto), Брунело (Brunelo), Морелино (Morellino), Нелучио (Nielluccio), Пруньоло Джентиле (Prugnolo Gentile), Санвичетро (Sanvicetro), Сан Джовето (San Gioveto), Санджовезе ди Романя (Sangiovese di Romagna), Санджовезе Долчи (Sangiovese Dolce) и др.
Лозите се отличават със среден растеж и дават средни добиви. Сортът има множество клонове, които се различават по размерите на гроздовете и зърната, срок на узраване, захарност и аромат.
Гроздът е мълък до средно голям, крилат, плътен до сбит. Зърната са средни по размер, къси и овални, с тъмно-черни, покрити с восъчен налеп.
Санджовезе се използва в много реномирани италиански вина, понякога самостоятелно, понякога се купажира с три или четири други сорта. Сортовите вина са пикантни, с аромати на синя слива и вишна и се отличават с висока киселинност, средни до високи танини и алкохолни нива в средни стойности. Най-известните клонове на сорта са Санджовезе Гросо (Sangiovese Grosso) и Санджовезе Пиколо (Sangiovese Piccolo). Тези два клона отговарят на имената си (на италиански „гросо“ означава голям, а „пиколо“ означава малък) по отношение размера на чепките на гроздовете си. Един от най-популярните клонове на Санджовезе Гросо е Брунело („брунело“ в превод от италиански – малък и тъмен), от който се правят популярните вина „Брунело ди Монталчино“ (Brunello di Montalcino). Местното име на Санджовезе Гросо в района на Монтепулчиано е Пруньоло Джентиле и от него се правят вината „Вино Нобиле де Монтепулчиано“ (Vino Nobile de Montepulciano). Санджовезе е основният сорт на тосканските вина „Кианти“ но за получаване на DOC статус трябва да се купажира с други сортове, включително и с бели. Обичайните сортове за купаж са Каберне Совиньон и Каберне Фран, като позволеното участие е до 15% в „Кианти“ и до 20% в „Карминяно“ (Carmignano). Участието на тези сортове в купажа допринася за изграждането на комплексност, структура и по-голям потенциал за отлежаване.